# Belik (onderdistrict)
Belik is een onderdistrict (kecamatan) in het regentschap Pemalang in de Indonesische provincie Midden-Java op Java, Indonesië.

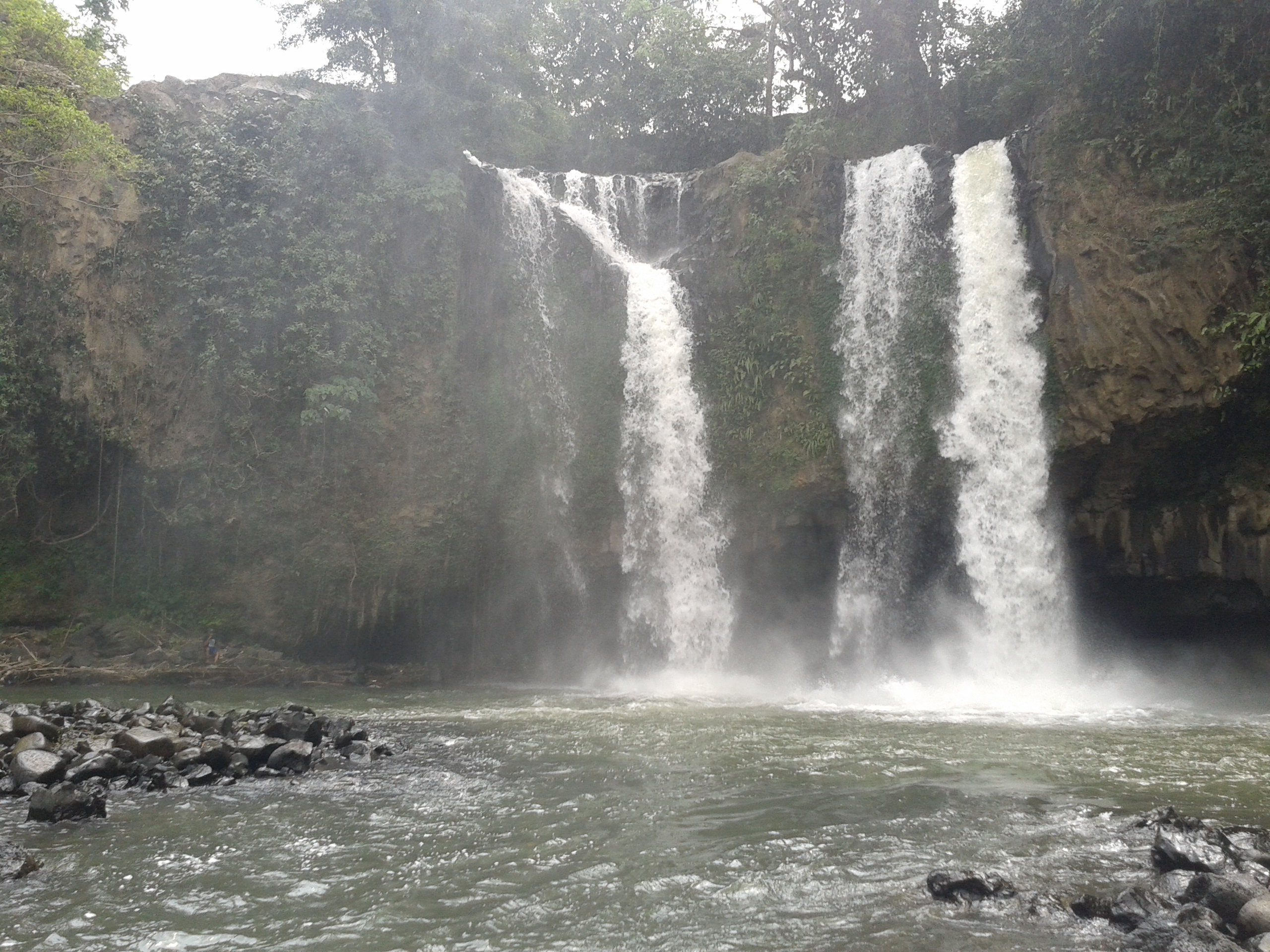
Sikasur, Belik, Pemalang in het regentschap Pemalang.

## Verdere onderverdeling
Het onderdistrict Belik is anno 2010 verdeeld in 12 kelurahan, plaatsen en dorpen:
| Plaats code | Naam kelurahan, plaatsen en dorpen | Inwoners in 2010 |
| ----------- | ---------------------------------- | ---------------- |
| 001         | Gombong                            | 10.973           |
| 002         | Belik                              | 12.289           |
| 003         | Gunungtiga                         | 2.693            |
| 004         | Kuta                               | 9.853            |
| 005         | Badak                              | 8.690            |
| 006         | Gunungjaya                         | 7.840            |
| 007         | Simpur                             | 4.833            |
| 008         | Mendelem                           | 13.242           |
| 009         | Beluk                              | 9.513            |
| 010         | Bulakan                            | 10.109           |
| 011         | Sikasur                            | 10.586           |
| 012         | Kalisaleh                          | 1.753            |

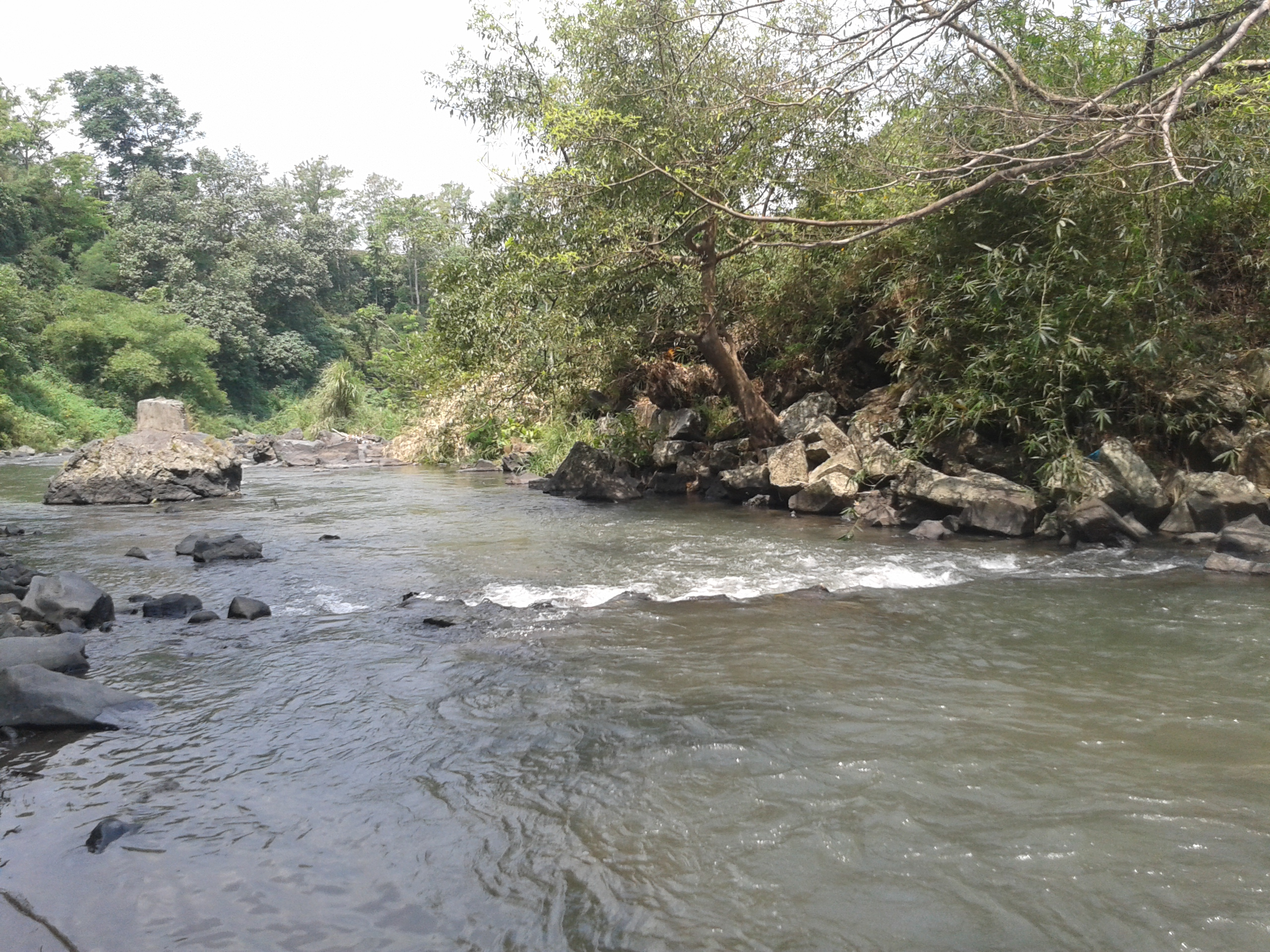
Sikasur, Belik, Pemalang in het regentschap Pemalang.